# Scrophularia tenuipes
Espèce
Statut de conservation UICN

 NT  : Quasi menacé
Scrophularia tenuipes est une espèce de plantes à fleurs de la famille des Scrofulariacées. C'est une plante vivace endémique d'Algérie.

## Description
Scrophularia tenuipes est une plante vivace à inflorescence très lâche, à fleurs petites et nombreuses, longuement pédicellées. Les pédicelles filiformes sont 3 à 5 fois plus longs que le calice. Les feuilles sont cordées. Les divisions du calice sont ovales-lancéolées, acuminées. Les étamines sont incluses.

## Distribution
Lieux humides - Rare dans la grande Kabylie (K1), la petite Kabylie (K2) et la Numidie (K3). Endémique d’Algérie.